# 屍城30夜
是一部2007年上映的恐怖電影，是根據同名短篇漫畫拍攝。本片由大衛·史歷執導，佐斯·夏利、美莉莎·佐芝主演。電影於2007年10月19日在美國及2007年11月1日在英國上映。

## 劇情
位于美国阿拉斯加州最北边的极地圈内，有一个名为巴罗的安静祥和的小镇。居住在这里的人们善良勤劳，他们都是那种习惯了并渴望永远地享受下去这个极地小镇的宁静的人们。
眼下，时间有来到了岁末的时候，巴罗镇的人们也已经准备好要迎来每年一次的极夜。在这个暗无天日的三十天里，火红的太阳将不会光顾这里。阴森的夜幕将笼罩整个城镇长达一个月之久。但是，对于已经对极夜现象习以为常的小镇居民来说，黑暗并不可怕，只当是夏日里少过的夜生活在此时攒到一起度过罢了。正好，小镇上唯一的治安官艾本(乔什·哈奈特饰)可以趁此“黑暗”轻闲之际，好好花心思改善一下与妻子斯泰拉(梅丽莎·乔治饰)渐行渐远的关系。
然而，令居民万万没有想到的是，今年的小镇“夜生活”里却来了一群恐怖的外来者。小镇上的所有居民俨然成了一伙来自遥远地方的吸血鬼的袭击目标。以强悍狡猾的马洛(丹尼·哈斯顿饰)为首的二十名吸血鬼，在夜幕的掩护下偷偷潜入了小镇。并趁镇民不备之际张开血盆大口尽情地享受它们的“美味佳肴”了，于是这场恐怖的宴席开始了……

## 演員
- 佐斯·夏利 飾 Eben Oleson警長
- 美莉莎·佐芝 飾  Stella Oleson警官
- 丹尼·休斯頓 飾 Marlow（吸血鬼首領）
- 賓·科士打 飾 The Stranger
- 麥克·邦尼 飾 Beau Brower
- 馬克·藍道爾 飾 Jake Oleson
- Joel Tobeck 飾 Doug Hertz
- Elizabeth Hawthorne 飾 Lucy Ikos
- Nathaniel Lees 飾 Carter Davies
- Craig Hall 飾 William Bulosan
- John Rawls 飾 Zurial

## 外部連結
- 官方网站
- 互联网电影数据库（IMDb）上《屍城30夜》的资料（英文）
- 爛番茄上《屍城30夜》的資料（英文）
- Metacritic上《屍城30夜》的資料（英文）
- Box Office Mojo上《屍城30夜》的資料（英文）
- AllMovie上《屍城30夜》的资料（英文）

| 上一届： 何必結婚 | 2007年全美週末票房冠軍 10月21日 | 下一届： 恐懼鬥室4 |